# Paragynoxys
Paragynoxys là một chi gồm chín loài thực vật có hoa thuộc họ Asteraceae.

## Danh sách loài
Chi này có các loài sau:
- Paragynoxys angosturae (Cuatrec.) Cuatrec.
- Paragynoxys corei (Cuatrec.) Cuatrec.
- Paragynoxys martingrantii (Cuatrec.) Cuatrec.
- Paragynoxys meridana (Cuatrec.) Cuatrec.
- Paragynoxys neodendroides (Cuatrec.) Cuatrec.
- Paragynoxys pileolanata S.Díaz
- Paragynoxys regis (H.Rob. & Cuatrec.) H.Rob. & Cuatrec.
- Paragynoxys santurbanensis (Cuatrec.) Cuatrec.
- Paragynoxys undatifolia Cuatrec.
- Paragynoxys uribei Cuatrec.
- Paragynoxys venezuelae (V.M.Badillo) Cuatrec.